# 김형주 (정치인)
김형주(金炯柱, 1963년 9월 24일 ~ , 경남 사천)는 대한민국의 정치인이다.
2004년 제17대 국회의원(서울 광진구 을, 열린우리당)에 당선되었으나, 2008년에는 통합민주당 공천심사에서 탈락했다.
박원순 서울시장의 권유로 서울특별시 정무부시장을 맡은 적이 있다.

## 학력
- 연산국민학교 졸업
- 동래중학교 졸업
- 동인고등학교 졸업
- 한국외국어대학교 서양어대학 스페인어 학사
- 한국외국어대학교 대학원 동유럽지역연구학 석사
- 한국외국어대학교 대학원 국제관계연구학 박사

## 경력
- 1997~1997 청년정보문화센터 부소장
- 1998~1998 호서대학교 해외개발학과 겸임교수
- 1999~1999 청년정보문화센터 3기 소장
- 2001 한국청년연합회 공동대표
- 2001~2003 서울청소년문화교류센터 소장
- 2002 민족화해협력범국민협의회 청년위원장
- 2002~2003 유네스코 한국위원회 서울시립청소년 문화교류센터 소장
- 2002 국제투명성기구 한국본부, 반부패국민연대 이사
- 2003~2003 민주평화통일자문회의 자문위원
- 한국청소년단체협의회 연구위원
- 한국청소년문화연구소 객원연구위원
- 청년세계탐구단 이사
- 좋은친구만들기운동 이사
- 반부패국민연대 이사
- 개혁전략연구소 이사
- 2004 세종리더십개발원 소장
- 유네스코한국위원회 미지 소장
- 아름다운재단 배분위원
- 정치공간 열린광진 대표
- 개혁국민정당 상임운영위원, 연수원 부원장
- 노무현 대통령직인수위원회 사회문화여성분과 자문위원
- 2004 열린우리당 서울특별시당 서민대책특별위원회 위원장
- 2004.05~2008.05 제17대 국회의원(서울 광진구 을, 열린우리당→대통합민주신당→통합민주당, 초선)
  - 2004 제17대 국회 환경노동위원회 위원
  - 2004 국회 지방행정체제 개편 추진 정책기획단 위원
  - 2005 국회 예산결산특별위원회 위원
  - 2006 제17대 국회 산업자원위원회 위원
- 2004 열린우리당 일자리창출특별위원장
- 2004 열린우리당 청년실업대책위원장
- 2004 열린우리당 육아지원정책 기획단 위원
- 2006 열린우리당 홍보미디어위원장
- 2006~2007 참여정치실천연대 상임대표
- 2007 열린우리당 서울특별시당 교육연수위원장
- 2007 열린우리당 상공인지원 특별위원회 위원장
- 2007 열린우리당 동북아평화위원회 위원
- 2010 한국외국어대학교 BRICs 연계전공 겸임교수
- 2010 인천대학교 행정대학원 겸임교수
- 2011.11~2012.11 제14대 서울특별시 정무부시장
- 2017~ 한국블록체인산업진흥협회 이사장
- 2022.01 제20대 대통령선거 더불어민주당 이재명 후보 대한민국대전환선거대책위원회 공보단 공보특보
- 2023.03~2024.02 인하대학교 공학대학원 미래융합기술학과 초빙교수
- 2024.02~ 세명대학교 특임교수
- 대한민국헌정회 청년정책특별위원회 위원장

## 역대 선거 결과
| 실시년도 | 선거   | 대수 | 직책     | 선거구         | 정당       | 득표수   | 득표율          | 순위 | 당락 | 비고 |
| -------- | ------ | ---- | -------- | -------------- | ---------- | -------- | --------------- | ---- | ---- | ---- |
| 2004년   | 총선   | 17대 | 국회의원 | 서울 광진구 을 | 열린우리당 | 31,963표 | \| \| 35.65% \| | 1위  |      | 초선 |
|          | 35.65% |      |          |                |            |          |                 |      |      |      |

## 소속 정당
| 소속 정당 | 소속 정당      | 소속 기간 | 비고      |
| --------- | -------------- | --------- | --------- |
|           | 열린우리당     | 2004~2007 | 정계 입문 |
|           | 대통합민주신당 | 2007~2008 | 합당      |
|           | 통합민주당     | 2008      | 합당      |
|           | 민주당         | 2008~2011 | 당명 변경 |
|           | 무소속         | 2011~2012 | 탈당      |
|           | 민주통합당     | 2012~2013 | 복당      |
|           | 민주당         | 2013~2014 | 당명 변경 |
|           | 새정치민주연합 | 2014~2015 | 합당      |
|           | 더불어민주당   | 2015~현재 | 당명 변경 |

## 같이 보기
- 광진구 을
- 서울 광진구의 국회의원
- 서울특별시 부시장